# Bastiões de Narva

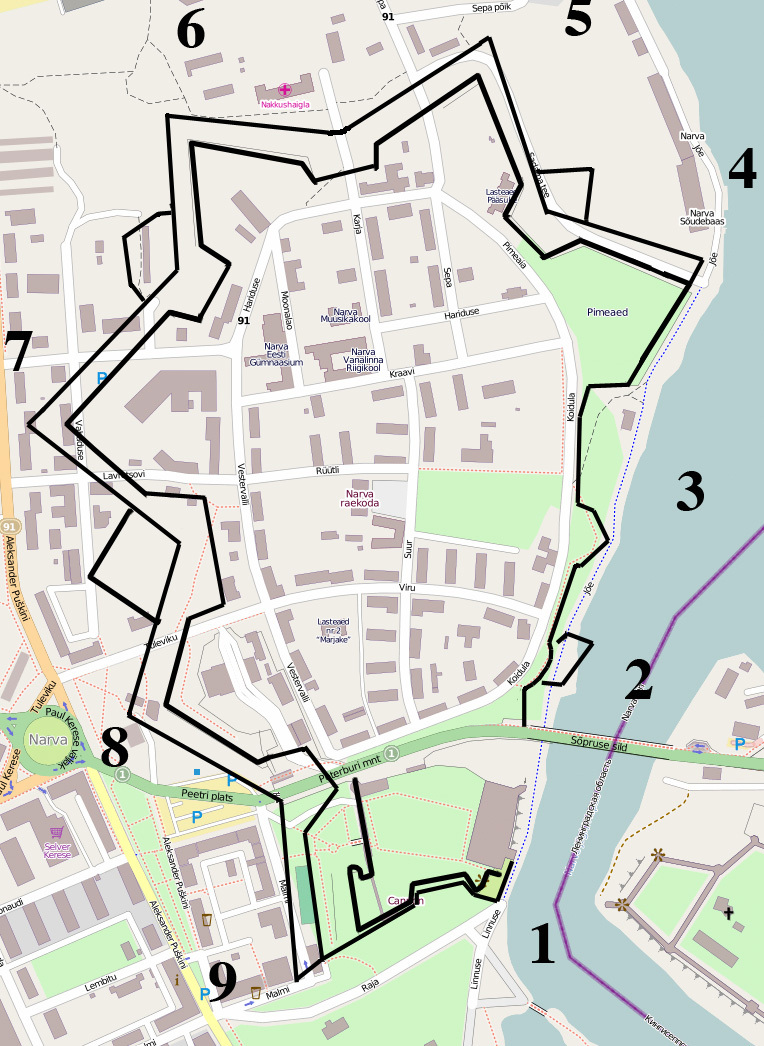
Fortaleza e bastiões de Narva (números 1 a 9)

Os Bastiões de Narva (em estoniano:  Narva bastionid) são bastiões em torno de Narva, na Estónia.
No século 17, Narva era uma cidade fronteiriça entre a Suécia e a Rússia. Para proteger a cidade, imponentes fortificações (incluindo bastiões) foram construídas durante a era da Suécia. As fortificações foram projetadas pelo engenheiro militar e arquiteto Erik Dahlberg. No total, sete bastiões foram construídos: Honra, Glória, Vitória, Fama, Triunfo, Fortuna e Spes. Antes das grandes obras de construção, um bastião já existia e foi renomeado de Vrangel para Paks.
Até hoje, todos os bastiões (exceto o Fama) sobreviveram.